# 叶秉如
叶秉如，中国水利学家，浙江余姚人。

## 简历
1946年，毕业于国立中央大学水利工程系（今河海大学）。中华人民共和国成立后赴苏联留学，1955年获苏联国家科学院水利研究所技术科学副博士。担任华东水利学院教授，河海大学教授、博士生导师。
叶秉如并是国际水资源协会会员。擅长于水利系统规划和计算，在水库调度和明渠不稳定流领域造诣高深。叶秉如曾系统地运用多种方法对三峡大坝的建设规划作了全面探讨。他并创造性地提出了多目标最小减优率方法，被认为是对多目标理论方法的一大贡献。

## 著作
编有《水利计算及规划》、《水利计算》等。 
《水资源系统优化规划和调度》，叶秉如主编，中国水利水电出版社 
《水利计算及水资源规划》——高等学校教材，叶秉如主编，中国水利水电出版社 